# 네카우 2세

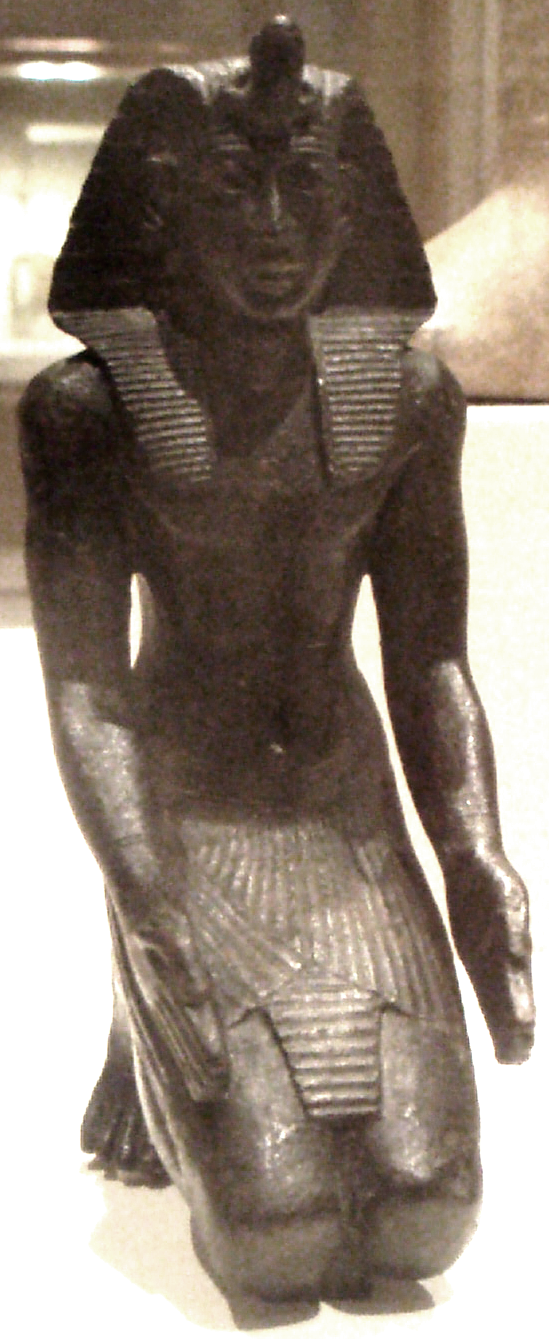
네카우 2세로 보이는 동상.

네카우 2세(Nekau II, 또는 네코, 네쿠, 니쿠(Nekau, Neku, Nechoh, Nikuu))는 이집트 제26왕조의 파라오이며 기원전 610년부터 595년까지 재위했다. 재위 기간 동안 수에즈 운하를 비롯한 수많은 건설 작업을 추진한 것으로 유명하다.

## 같이 보기
- 항해자 한노

| 전임 프삼티크 1세 | 제3대 이집트 제26왕조의 파라오 기원전 610년 ~ 기원전 595년 | 후임 프삼티크 2세 |